# Koningin Wilhelminahaven
De Koningin Wilhelminahaven of 'Nieuwe Haven' is een (gemeentelijke) handels- en visserijhaven in de Nederlandse gemeente Vlaardingen die vanaf het einde van de negentiende eeuw werd aangelegd langs de Nieuwe Maas. Aanvankelijk was deze haven verbonden met de Buitenhaven; later werd deze doorgang gedempt. Op de plaats van de gedempte verbinding tussen beide havens bevindt zich thans het Grote Visserijplein. De naam 'Grote Visserij' verwijst naar de haringvisserij op de Noordzee.

## Brand
Op 9 februari 1951 woedde een grote oliebrand in de haven, die begon bij een destijds daar gevestigde scheepswerf. De wind had een olievlek in een hoek van de haven gedreven, waarna een vonk van een lasapparaat de olie deed ontbranden. Ook een drijvend dok en een sleepboot vatten vlam. Een wagen met vrijwillige brandweerlieden dat een inspectie van gebouwen langs de haven uitvoerde om het risico van overslag van de brand in te schatten reed door de dikke rook over de kade. De chauffeur raakte ten gevolge van het slechte zicht van de weg; de wagen met de brandweerlieden reed half de haven in en bleef boven de brandende olie tussen de kade en een dukdalf hangen. De chauffeur wist bijtijds uit de wagen te springen en raakte lichtgewond, maar voor de overige bemanningsleden was het te laat. Bevelhebber Jo Baars wist door onder te duiken en met zwembewegingen te ontkomen en raakte zwaargewond. De overige vijf brandweerlieden konden niet op tijd uit het voertuig ontsnappen en kwamen in de vlammenzee om. Pas toen de rook optrok werd ontdekt wat er was gebeurd. De lichamen waren onherkenbaar en niemand wist wie er in de wagen zat tot na een appel. De namen van de aanwezigen werden genoteerd; de ontbrekende mannen waren inzittenden van het verongelukte voertuig.
Tot op heden geldt dit als het zwaarste brandweerongeluk dat in Nederland heeft plaatsgevonden.